# Família Leme
A Família Leme tem suas origens com o comerciante flamengo Martin Lem, nascido em 1410 em Brugge, na Flandres (atual Bélgica). Seu pai, também conhecido como Martin, e um avô chamado Willem (William / Guillaume), casado com Claire van Beernem, filha de Jan, Lord of Beernem, com Martim Lem I, que se estabeleceu em Lisboa por volta de 1430. Martim Lem I era comerciante e teve um relacionamento com Leonor Rodrigues, com quem teve sete filhos. Um dos filhos, Antônio Leme, destacou-se nas batalhas de Arzila e Tânger em 1471, recebendo reconhecimento de fidalguia e um brasão de armas modificado pelo rei Dom Afonso V.

## História
A família Leme se origina com Martim Lem I, natural de Bruges, na Flandres, que passou a Lisboa por volta de 1430 e parece ter permanecido até 1456, onde exercia atividades de comércio importando mercadorias da Flandres e exportando mercadorias de Portugal. Sobre os primeiros anos, nada se sabe, mas a partir de 1450, há registros sobre uma parceria com um Zegher Parmentier. (Civiele Sentencien SAB – folha 259). Mais tarde, em 1451 ou 52, Martin foi convidado a lidar com um caso de joalheria que o comerciante bruggiano Rombout de Wachtere havia vendido por meio de dois de seus agentes; estes venderam os produtos, mas não entregaram o produto. Tudo será tratado em 1466 / ’67 através dos tribunais; tudo bem registrado. Há registros de que Martin se casou, com uma certa Lady Joana, de origem nobre, que mais tarde encontramos em Brugge como: Jeanne van Poortegaale, pode-se esperar que Martin morasse agora em Bruges e acompanhasse suas remessas, como costumavam fazer os comerciantes. No entanto, por volta de 1445, Martin Lem -I- se envolveu com uma ‘mulher solteira’, chamada Leonor Rodrigues (* 1425 – 1506) e 7-8 filhos extraconjugais nasceram, o que Martin Lem em 1464 pediu ao rei D. Afonso V, para legitimar. Isso foi feito por contrato e as crianças foram nomeadas, mas não colocadas em seqüência e sem datas de nascimento! Os historiadores acreditam que Martin Lem se casou com Leonor, como em 1500 ela declarou que era: a viúva LEME. Portanto, pode-se esperar que a primeira esposa de Martin, Joana, tenha morrido antes de 1464. A partir de 1452, são conhecidos vários contratos entre o rei e Martin Lem, muitos para mencionar aqui, todos documentados nos arquivos Nacionais da Torre do Tombo.  Desse relacionamento nasceram sete filhos, sendo Antonio Leme o terceiro e que, por ter participado das batalhas de Arzila e Tânger, com uma Urca patrocinada por seu Pai em 1471, Martin Lem também fez um empréstimo de uma quantia em dinheiro ao rei pelo primeiro cerco de Tanger e Arzila, no noroeste da África, ambos os locais eram centros de piratas e o rei português desejava estabelecer aqui uma nova província (Ceuta) . O cerco de 1463 não teve sucesso, mas o segundo em 1471 foi o filho de Martin Lem, Antonio (* c.1446), que estava a serviço do infante D. João, foi enobrecido pelo rei e autorizado a ter seu próprio brasão de armas, baseado no de seu pai. Ele se tornou um escudeiro e o nome da família se tornaria LEME (1471), Em 1464, Martin Lem I morava em Lisboa e era enobrecido como escudeiro e seu próprio brasão de armas foi confirmado em Portugal. No entanto, este brasão já estava na posse dos ancestrais de Martin Lem em Bruges. (informação: Arquivo da Torre do Tombo, Lisboa, Chancelaria de D. Afonso V, livro 13, fo. 134). O Rei Dom Afonso autorizou os filhos a usarem o brasão, sendo que estes teriam direito a usar o brasão original dos Lems de Bruges, que era em prata com três Merletas em V, passando a ser em fundo de Ouro com cinco merletas em Santor ou Cruz de Santo André. Esse último passou a ser o brasão usado pelos descendentes de Antonio Leme no Brasil pois em 1544, seu filho Antão Leme e seu neto Pedro Leme atravessaram o Atlantico rumo à Capitania de São Vicente , acompanhando a colonização iniciada por Martim Afonso de Souza.Antão Leme aparece no livro de registros da Câmara de São Vicente, e como sócio e administrador do engenho dos Erasmos.
Há uma certa confusão em torno do nome de Martin, que foi esclarecida no livro de Ruud J Lem (6): Em 1466, Martin Lem, 56 anos, decidiu ir a Bruges, para estar presente no casamento de seu primeiro filho, Também Maerten Lem (IIa) que também foi nomeado em 2 de setembro de 1467 como burgomestre (Prefeito / Maire) de Bruges. Este Maerten, nascido c. 1435 casou-se com Adrienne van Nieuwenhove, a filha de 19 anos de uma família patrícia de Bruges. Foi encontrada evidência disso no ‘Brasão dividido em quartos – 4 partes. A leitura das armas heráldicas é uma “especialidade” e remonta a séculos; as tradições eram muito usadas no século XV, o ‘primeiro filho tornou-se o herdeiro no dia em que seu pai morreu. Os historiadores acreditam que Martin Lem I morreu c. 1474, como mencionadon um documento de 1478 fsobre um empréstimo foi feito por Maerten, filho de Martin Lem. (Archivo Historico Portuguez, Vol.IV 1906 p.434 Anselmo Braancamp / Pero Estaco)
Em 1466 e 1467, também ocorreu o caso jurídico sobre as joias em Bruges, onde Martin Lem  era o réu, pois ele ainda cuidava dos negócios. Portanto, não é muito provável que ele tenha sido apontado como burgomestre, como afirmam alguns. Como aprendemos, seu filho Maerten Lem II se tornou o burgomestre.(6) Também encontramos o brasão de armas no retrato de Maerten Lem II – que pode ser visto no Museum Sint-Janshospitaal (Museum St John’s Hospital) Bruges. O mesmo brasão também foi mostrado na tumba de Maerten Lem II, que morreu em Lovain em 27 de março de 1485. Isso novamente prova que este Maerten-Lem II  era filho de Martin Lem I o nobre mercador.
Ao lado desses comerciantes, outro filho, ‘para variar’ também chamado Martin (!) -II c (c. * 1445), filho do casamento de Leonor Rodrigues, atuava como comerciante em Portugal, com remessas de e para a Madeira , Açores e Flandres.
Claramente: o uso desse nome Martin criou muitas vezes relatórios confusos e vários historiadores supuseram que eram os mesmos. Mas, acima, mostramos que um filho primogênito ‘Maerten Lem (* c.1435- + 27.03.1485) existia e o Brasão de Armas é uma evidência convincente.
Caso o pai Martin Lem – I – fosse aquele burgomestre, o brasão seria muito diferente, notadamente: um único escudo de prata com três merlets pretos.
Maerten Lem II(a) – O Brasão de Armas foi descrito pelo Armeiro Mor em Lisboa como a ‘Aliança – Braços‘ de duas famílias: a família flamenga LEM e a família portuguesa VELHO (também encontrada como Barrosos). Esses braços eram na verdade o ‘cartão de visita’ de quem vê e Maerten Lem escolheu esses ‘braços divididos em quartos’ para enfatizar sua descendência do casamento de Martin Lem com Joana Velho. Fonte: https://genealogiadoslemes.wordpress.com/2018/10/12/2017-pequena-biografia-de-willem-lem-por-rudd-lem-uk/
Ao contrário do que se pensa, o nome Leme nada tem a ver com o leme de navio, mas é o aportuguesamento do verbete Lem, que também significa greda, em flamengo, que é um tipo de argila usada em olaria, o que foi tido como certo por muitos anos. Porém, após exaustivo estudo de origens dos nomes em alemão, holandês, inglês e flamengo, ficou comprovado que a origem é a patronimica do nome Willem (Willemszon ou filho de Willem, similarmente como no idioma Inglês que o filho de John é Johnson), nome comum em muitos idiomas como no alemão Wilhem, inglês William e português Guilherme.

## Membros notáveis
Dentre alguns Lemes que se destacaram podemos citar:
Rui Leme, irmão de Antão Leme, que foi testemunha do tratado de Tordesilhas;
Antonio Leme teria passado a informação da existência de terras no poente para Cristóvão Colombo ;
Fernão Dias Paes Leme, Bandeirante paulista, também chamado o Governador das Esmeraldas, que teve importante papel na interiorização do país, descobrindo rotas para Minas Gerais, Paraná, Goiás e Mato Grosso;
Pascoal Moreira Cabral Leme, Bandeirante paulista que descobriu ouro e fundou a cidade de Cuiabá, capital do Mato Grosso.

## Brasão de armas
O brasão original dos Lem de Bruges era em prata com três merletas em V. Após as conquistas de Antônio Leme, o brasão foi alterado para fundo de ouro com cinco merletas em Santor ou Cruz de Santo André.